# Bistonina mantica
Bistonina mantica is een vlinder uit de familie van de Lycaenidae. De wetenschappelijke naam van de soort werd als Thecla mantica in 1907 gepubliceerd door Hamilton Herbert Druce.

## Synoniemen
- Thecla melzeri Spitz, 1931